# Российский академический молодёжный театр
Росси́йский академи́ческий Молодёжный теа́тр о́рдена Ле́нина (РАМТ) — федеральное государственное бюджетное учреждение культуры в области драматического театрального искусства для детей и юношества в Москве. Основан в 1921 году, как «Московский театр для детей». В 1936 году переименован в «Центральный детский театр». В 1987 году получил звание «академический». С 1992 года — «Российский академический молодёжный театр». Художественным руководителем с 1980 года является Алексей Бородин. Здание театра — объект культурного наследия России федерального значения.

## История

### Предыстория
Весной 1918 года 15-летняя Наталия Сац, уже побывшая актрисой Драматической студии имени Александра Грибоедова, в поисках работы обратилась в театрально-музыкальную секцию Моссовета, где член коллегии Наркомпроса Платон Керженцев предложил ей возглавить детский сектор. Несколько месяцев Наталия Сац устраивала выездные концерты для детей. Но на вакансии в таких выступлениях больше откликались не театральные актёры, а цирковые артисты. По этой причине Наталия Сац решила создать первый детский театр и обратилась с этой идеей в Моссовет. Чиновники посчитали идею несвоевременной, но после долгих обсуждений и урезания бюджета театра предоставили небольшое помещение бывшего Театра миниатюр по адресу Мамоновский переулок, дом 10. У здания была плохая репутация «прогарного», что помогло быстро и без особых сложностей закрепить его за Детским театром.
Перед началом работы потребовалось утеплить и освоить помещение, а также починить протекавшую крышу. Руководителем театра назначили Генриэтту Паскар — бывшую танцовщицу танго, приехавшую из Парижа. Ко многим актёрам Генриэтта Паскар испытывала неприязнь и за три года в театре не смогла с ними сработаться.
В большом зале был создан зал марионеток, в соседнем установили экран и устройство для театра теней. В специальном углублении расположился балаган театра петрушек — он стал первым открывшимся залом. Театр марионеток начал работу в ноябре того же года со спектакля по пьесе Михаила Королькова «Давид», написанной специально для театра. Открытие прошло скромно, с началом работы коллектив поздравил режиссёр Всеволод Мейерхольд. Позже два спектакля посмотрел министр Наркомпроса Анатолий Луначарский и предложил Наталии Сац составить смету на государственный театр с новым оборудованием, постоянной труппой, оркестром и педагогической частью. В 1920 году вышло постановление Наркомпроса о реорганизации первого Детского театра Моссовета в первый Государственный детский театр. Вскоре после этого разразился скандал, вызванный исполнением Генриэттой Паскар танго с красным цветком в спектакле «Маугли». Наталия Сац была категорически против использования взрослых танцев в детских спектаклях, поругавшись с Паскар, она уволилась и приступила к созданию нового театра для детей. Через некоторое время сама Паскар была снята с должности директора и вернулась в Париж.

### Основание театра
Весной 1921 года Наталия Сац открыла Московский театр для детей. Официально он был создан на основании решения комиссии Наркомпроса и Моссовета по вопросам театральной политики от 19 ноября 1921 года. Пьесу для первого спектакля по мотивам сказки Сакариаса Топелиуса «Жемчужина Адальмины» написал Иван Новиков, поставили её режиссёр Николай Волконский с Наталией Сац. Артистов пригласили из московского Театра имени Веры Комиссаржевской. Из-за отсутствия помещения репетиции вынужденно проводили в кабинете театрально-музыкальной секции после окончания работы отдела — с шести вечера до ночи. Наталия Сац долгое время искала подходящее помещение для театра, пока не нашла полуразрушенное заброшенное здание кинотеатра «Арс» у Мамоновского переулка. Здание числилось за Наркомпросом, но в действительности являлось бесхозным.
Наталия Сац составила договор о передаче здания Моссовету под театр для детей и отнесла Анатолию Луначарскому на подпись. Он не возражал, однако в Наркомпросе категорически отказались отдавать здание. Спор дошёл до Президиума Московского Совета, где Сац поддержали, но пошли на компромисс и закрепили бывший кинотеатр «за театром для детей с правом сдавать своё помещение на вечернее время другим организациям для получения дополнительной материальной базы». В здании начали ремонт, а театру временно выделили помещение на Большой Дмитровке, где в начале июня 1921 года прошли первые репетиции.
Репетировать театру в отремонтированном здание «Арс» пришлось по расписанию с утра до пяти вечера, а после до ночи работал кинотеатр. Работники «Арса» были недовольны соседством с детским театром и долгое время пытались полностью вернуть себе здание. По их мнению, детские спектакли приносили мало прибыли и «подрывали посещаемость комфортабельнейшего кинотеатра столицы». Нападки прекратились после того, как в газете «Правда» появилась статья журналиста Михаила Кольцова о необходимости детского театра.

### Преобразование
В 1935 году изучался вопрос о создании Центрального детского театра (ЦДТ) на основе Московского детского. Комиссия одобрила проект в начале февраля и выделила под ЦДТ помещение бывшего МХАТа 2-го на площади Свердлова. Официально театр был преобразован постановлением Совнаркома Союза ССР и ЦК ВКП(б) от 27 февраля 1936 года и открылся уже пятого марта того же года. В этот день прошла премьера спектакля «Сережа Стрельцов» по пьесе В. Любимовой.

Сегодня впервые поднимается занавес Центрального детского театра, созданного по решению Совнаркома Союза ССР и ЦК ВКП(б).
Партия и правительство предоставили Центральному детскому театру одно из лучших театральных зданий столицы с хорошо оборудованной сценой, с большим зрительным залом, с просторными фойе, в которых можно организовать для детей и прекрасное театральное зрелище, и весёлый отдых.
В своём решении о создании этого театра СНК СССР и ЦК ВКП (б) подчеркнули, что организация и развитие Центрального детского театра «имеет первостепенное культурное значение». Значение его определяется и его названием. Это должен быть Центральный детский театр.
Детский театр таким, каким мы его знаем теперь, родился впервые в Советском Союзе. За годы революции, кроме первого, созданного пионером и инициатором этого большого дела Наталией Сац театра для детей, организовано около 60 детских театров. Прошлогодняя поездка Наталии Сац за границу сопровождалась полными изумления и восхищения статьями о детском театре в СССР. Под влиянием Московского театра для детей недавно в Праге организовался первый детский театр.
— Газета «Известия», 5 марта 1936 года
Наталия Сац проработала художественным руководителем и директором Московского театра для детей с 1921 по 1937 год и поставила семнадцать спектаклей. 21 августа 1937 года её арестовали как жену изменника Родины и на пять лет отправили в исправительно-трудовой лагерь. Директором театра стала Е. Н. Ванеева, а художественным руководителем — актёр и режиссёр МХАТа 2-го Владимир Дудин.

### Эвакуация в Кузбасс
В ноябре 1941 года из-за военных действий под Москвой театр эвакуировали в Кузбасс. На время войны репертуар был изменён: показывали спектакли для раненых бойцов, работников тыла и отправляющихся на фронт новобранцев. Отзывы были разными, но даже критиками признавалась важность работы театра.
Театр открыл юбилейный двадцатый сезон в небольшом шахтёрском городе Киселёвске. В труппе оставалось около 20 человек, многие из которых работали, невзирая на начинавшуюся от недостатка еды дистрофию и истощение. Каждому приходилось совмещать свою работу с работой ушедших на фронт коллег. Первый спектакль был показан 31 декабря 1941 года в местном Клубе шахтёров, а актёров постепенно стали запоминать по именам и фамилиям их персонажей. Несколько актёров воспользовались этим, чтобы под «псевдонимами» записаться добровольцами на фронт, но командир отряда новобранцев вовремя разобрался в ситуации и вернул «беглецов» в театр — работа артистов была крайне важна для местных жителей, эвакуированных тружеников тыла и раненых солдат, лечившихся в местных госпиталях.
В 1942 году театр показал семь новых спектаклей и возобновил ещё семь старых. Помимо выступлений, труппа занималась с детьми в кружках, студиях, самодеятельных коллективах, помогала раненым писать и читать письма, а также ежедневно знакомила их с классическими произведениями. Как и многие другие коллективы, театр откладывал часть доходов для фронта. К апрелю 1943 года собрали 50 тысяч рублей, на которые был сделан и отправлен на фронт от имени ЦДТ.
В это же время в передовых военных частях работала театральная бригада из восьми артистов, которые не только показывали представления, но и воевали наравне с остальными солдатами. Фронтовая бригада показала «более 60 спектаклей и концертов на Воронежском и Сталинградском фронтах и сделала три выезда на 3-й Украинский и 2-й Прибалтийский фронты».

Большой душевной теплотой, глубокой злободневностью отличается концерт фронтовой бригады <…> Бригада артистов недавно приехала с фронта. И это придаёт особенно задушевный колорит исполняемым вещам.
— Газета «За уголь!», 24 марта 1943 года
Согласно отчётам, за время эвакуации труппа провела 467 спектаклей и концертов, 1214 художественных выступлений в палатах для раненых бойцов и организовала три смотра красноармейской художественной самодеятельности. Среди спектаклей были, например, «Любовь Яровая», «Шутники», «Роковой час», «День живых», «Большие надежды», «Русские люди», «Детская эстрада — 2 часа без малого у деда бывалого», «Проделки Скапена», «Недоросль», «Сказки», «Двадцать лет спустя», «Воспитанница», «Профессор Полежаев», «Жан Бесстрашный».
Эвакуированная в Кузбасс труппа (список составлен по архивным материалам и фотографиям):
- Андросов М. Т.
- Аносова З. С.
- Аргеропуло Ю. А.
- Багрянова Н. Д.
- Булкина Т. И.
- Вахонина М. Я.
- Вегнер В. Н.
- Вересов Ф. С.
- Викторова И. Л.
- Гердрих Л. В.
- Гольфонд Э. Я.
- Гумилевский Г. К.
- Гушанский С. Х.
- Дружников В. В.
- Захарова А. В.
- Егоров В. Н.
- Елисеева А. В.
- Ещенко М. М.
- Заболотный Ф. Ф.
- Захода В. И.
- Иванов Ю. И.
- Иноземцев А. Н.
- Казакова М. Т.
- Казанский Б. М.
- Крюков А. Ф.
- Кудрявцева А. И.
- Маркова-Орлова Э. М.
- Нейман М. С.
- Нестерова А. А.
- Орлов М. И.
- Петров М. А.
- Сажин З. А.
- Салант Н. В.
- Соболева А. А.
- Солоницкий С. А.
- Стрелихеев И. В.
- Фирсов Н. И.
- Чернышёва Л. В.
- Чинаров П. В.
- Чкуасели Н. В.
- Шахова О. Г.

### Послевоенные годы
В октябре 1943 года театр вернулся в Москву, после чего труппу возглавил Леонид Волков. В театре открылась студия-школа, в которой обучали будущих артистов коллектива, с ними занимались педагоги из МХАТа и Большого. При этом артисты полгода вынужденно ютились на временных площадках: за время отсутствия труппы пустующее здание передали Малому театру. Ещё четыре года спектакли пришлось показывать в небольшом помещении на улице Пушкина. Театр вернулся в родное здание в 1947-м, к этому времени частично поменялась труппа и увеличилось число драматургов и режиссёров.
В 1948 году художественным руководителем стала актриса МХАТа Ольга Пыжова, а новым директором назначили Константина Шах-Азизова. В 1950-м в театр устроилась режиссёр Мария Кнебель, она же через пять лет стала новым руководителем театра и пригласила на работу Анатолия Эфроса и Олега Ефремова. Оба режиссёра после многолетней работы в коллективе ушли создавать собственные театры. В 1960 году Мария Кнебель покинула должность руководителя, но в 1966-м вернулась и два года проработала в качестве главного режиссёра. После её увольнения директор Константин Шах-Азимов совмещал обе должности вплоть до самой смерти в 1974 году. После этого худруком театра стал Владимир Кузьмин, а директором — Владимир Полупарнев. При них начали ставить спектакли о школе, а также для подростков и их родителей.
С 1975 по 1985 год режиссёром театра был Сергей Яшин, с 1980-го художественным руководителем ЦДТ является Алексей Бородин. В 1987 году театр получил звание Академический, а в 1992-м он был переименован в Российский академический Молодёжный театр (РАМТ).
В поствоенные годы зрителю были представлены спектакли «Сын полка» по произведению Валентина Катаева, «Володя Дубинин» по повести Льва Кассиля и Макса Поляновского, «Где-то в Сибири» по пьесе Ирины Ирошниковой, «Забытый блиндаж» по пьесе Сергея Михалкова, «Молодая гвардия» по роману Александра Фадеева, «Салют» по пьесе Ю. Яковлева, «Мы этой памяти верны», «Альпийская баллада» по повести Василя Быкова, «Алёша» по киносценарию Валентина Ежова и Григория Чухрая «Баллада о солдате». В 50-е годы на сцене театра были поставлены три пьесы Виктора Розова: «Её друзья», «Страницы жизни» и «В добрый час!»

## Современность
В конце декабря 2017 года в театре открылась новая, четвёртая, сценическая площадка, получившая название «Белая комната». Премьерным спектаклем стал «Коновалов» по рассказу Максима Горького. Открытая репетиция состоялась в день открытия сцены. В этот же день театру вручили сертификат благотворительного фонда Потанина для создания фонда поддержки РАМТ, созданного по инициативе директора Софьи Апфельбаум.
В декабре 2017 года Софье Апфельбаум было предъявлено обвинение в причастности к уголовному делу о хищении госсредств, выделенных в 2011—2014 годах автономному некоммерческому обществу «Седьмая студия». В те годы она занимала должность директора Департамента государственной поддержки искусства и народного творчества Министерства культуры России. Главным фигурантом дела являлся художественный руководитель театра «Гоголь-центр» Кирилл Серебренников. Следствие считало, что Софья Апфельбаум совместно Кириллом Серебренниковым от имени Минкультуры подписывала соглашения о предоставлении «Седьмой студии» субсидий на 214 миллионов рублей и согласовывала отчётную документацию, «чем способствовала хищению Серебренниковым и иными лицами бюджетных средств в размере не менее 68 миллионов рублей». С мая 2018 года главным режиссёром театра стал Егор Перегудов. С августа 2023 года главным режиссёром театра стала Марина Брусникина.

## Критика
В ходе российского вторжения на Украину 2022 года театр наряду с Александринским театром из Санкт-Петербурга удалил имя выступавшего против этого события писателя Бориса Акунина с афиш спектаклей, поставленных по его пьесам. Действие было поддержано министром культуры Ольгой Любимовой, сам писатель связывал случившееся с давлением на руководство театров.

## Премии и награды
- Благодарность Президента Российской Федерации (21 октября 2016 года) — за большой вклад в развитие отечественной культуры и театрального искусства[18].
- Российский академический Молодёжный театр многократно награждался за вклад в развитие театрального искусства. Так, он был отмечен Премией города Москвы, Почётной грамотой президента России, Международной премией Станиславского, Нагрудным знаком Министерства культуры, Благодарностью мэра Москвы, Премией президента России в области литературы и искусства за произведения для детей и юношества, Премия Правительства России, Премией Союза театральных деятелей России, театральными премиями «Хрустальная Турандот», «Звезда театрала», «Арлекин» и многими другими. Также РАМТ стал первым обладателем приза Московской ассоциации театральных критиков при Благотворительном фонде Олега Ефремова «За достижения в области театрального искусства»[19].

## Руководство
| Директора - Наталия Сац — с 1921 по 1937 год - Е. Н. Ванеева — с 1937 года - Константин Шах-Азизов — с 1945 по 1974 год - Владимир Полупарнев — с конца 1970-х - Сергей Борисович Ремизов — 1980—1989 год, 1996—1998 год. - Владислав Викторович Любый — с 1998 по 2015 год - Софья Апфельбаум — 2015 года | Художественные руководители - Наталия Сац — с 1921 по 1937 год - Владимир Дудин — с 1937 по 1943 год - Леонид Волков — с 1943 по 1948 год - Ольга Пыжова — с 1948 по 1950 год - Константин Шах-Азизов — с 1960 по 1966 год - Владимир Кузьмин — с 1974 по 1979 год - Алексей Бородин — с 1980 по настоящее время | Главные режиссёры - Мария Кнебель — с 1955 до 1960 год и с 1966 по 1968 год - Егор Перегудов — с мая 2018 года по май 2022 - Марина Брусникина — с 25 августа 2023 по настоящее время |

## Труппа

### Режиссёры
Ниже представлены режиссёры, работавшие в театре в разное время.
- Алдонин Сергей
- Баркар Александр
- Блохин Алексей
- Богатырев Владимир
- Богомолов Константин
- Бородин Алексей
- Брусникина Марина
- Весёлкин Алексей
- Вулгараки Ио
- Горвиц (Назарова) Марфа
- Гранитова Екатерина
- Грымов Юрий
- Дворжецкая Нина
- Долгина Елена
- Долин Олег
- Доронин Александр
- Егоров Михаил
- Еремин Юрий
- Зальцман Галина
- Занусси Кшиштоф
- Карбаускис Миндаугас
- Крутиков Николай
- Лисовская Яна
- Мовсесян Рузанна
- Назаров Александр
- Некрасова Анна
- Перегудов Егор
- Половцева Екатерина
- Рыклин Андрей
- Савронская Инна
- Сафонов Павел
- Сигрид Стрём Реибо
- Фесак Рустем
- Хухлин Александр
- Шапиро Адольф
- Шумилкина Наталья
- Эфрос Анатолий
- Яковлев Антон

### Актёры
Ниже представлены актёры, работавшие в театре в разное время.
- Акимова Нина
- Антонова Нина
- Антосик Анна
- Аронс Александра
- Бажин Андрей
- Баландин Денис
- Балашова Жанна
- Балмусов Юльен †
- Белобородова Евгения
- Блохин Алексей
- Бобров Алексей
- Бурукин Дмитрий
- Василенко Владимир
- Васильев Андрей
- Весёлкин Алексей †
- Весёлкин Алексей-младший
- Весёлкина Татьяна
- Волкова Татьяна
- Воротняк Иван
- Галибина Елена
- Гребенщикова Лариса
- Григорьев Юрий
- Гришечкин Вячеслав †
- Гришин Александр
- Гришова Ольга
- Дворжецкая Нина
- Дворжецкая Анна
- Девятьяров Александр
- Доронин Александр
- Епифанцев Тарас
- Зима Олег
- Зотова Вера
- Исаев Илья
- Искандер Рамиля
- Карпушина Надежда
- Керин Максим
- Кисленко Валерий
- Ковалёва Анна
- Комиссаров Александр
- Красилов Пётр
- Кривощапов Дмитрий
- Круглик Виталий
- Кузнецова Татьяна
- Курьянова Татьяна
- Левина Наталья
- Лученко Юрий †
- Лысак Ольга
- Маслов Алексей
- Матюхова Татьяна
- Мишаков Алексей
- Морозова Диана
- Муравьева Ирина
- Мясников Алексей
- Надеждина Татьяна †
- Низина Ирина
- Николаев Вячеслав
- Орцуев Изнаур
- Осмоловская Джемма †
- Панченко Виктор
- Пахомов Александр
- Печёнкин Сергей
- Печников Геннадий †
- Пивоварова Людмила
- Платонова Наталья
- Плэже Сесиль
- Погиба Владислав
- Потапешкин Виктор
- Пресникова Евгения
- Прокофьева Анастасия
- Рагулин Александр
- Редько Евгений
- Розин Алексей
- Розовская Александра
- Рыщенкова Мария
- Рязанова Наталья
- Савватимов Антон
- Санькова Оксана
- Семёнова Дарья
- Сипин Андрей
- Соколовская Янина
- Сорокин Андрей
- Степенский Роман
- Суворов Александр
- Тараторкина Анна
- Таранник Ирина
- Тимашков Виталий
- Трубин Юрий
- Турова Мария
- Уварова Нелли
- Урванцева Ульяна
- Устюгов Александр
- Харлап Светлана
- Хотченков Александр
- Хрулёв Павел
- Цибульникова Людмила
- Цымбал Виктор
- Чернявская Наталья
- Чеховской Прохор
- Шатилова Татьяна
- Шефер Нинель †
- Шведов Денис
- Шкловский Михаил
- Юров Иван
- Юрченко Константин
- Янин Алексей †

### Актёры и режиссёры театра
В театре играли и ставили спектакли:
- Гранатов Борис
- Гулая Инна
- Дворжецкий Евгений (1982—1999) †
- Дуров Лев (1954—1963) †
- Долгина Елена
- Ефремов Олег †
- Кнебель Мария Осиповна
- Коренева Клавдия (1926—1941, 1945—1972)
- Крэнни Джон
- Куприянова Маргарита (1948—1990-е)
- Некрасова Анна
- Морозов Степан (2001—2015)
- Мурина Тамара (1967—1969)
- Огарёв Александр
- Оленева Наталья
- Пономарёв Александр
- Соловьёв Александр †
- Смехов Вениамин
- Сперантова Валентина
- Струкова Татьяна
- Терновская Нинель (1948—2013)
- Устюгов Александр
- Шмелёв Георгий
- Шакуров Сергей
- Эфрос Анатолий †

### Художники и композиторы
Ниже представлены художник и композиторы, работавшие в театре в разное время.

| Композиторы - Андрусенко Степан - Дунаевский Максим - Исаев Илья - Плэжэ Натали - Чёрный Алексей | Художники - Бенедиктов Станислав — главный художник с 1985 по 2022 гг. - Баишева Лилия - Войнова Наталья - Зотова Вера - Ломакина Лариса - Поликарпова Ольга - Змойро Эдуард |

## Спектакли
Спектакли театра:

| - 1989 — «Незнайка-путешественник», режиссёр Алексей Блохин - 1989 — «Приключения Тома Сойера», режиссёр Джон Крэнни - 1995 — «Одна ночь», режиссёр Алексей Бородин - 2000 — «Дневник Анны Франк», режиссёр Алексей Бородин - 2001 — «Лоренцаччо» А. де Мюссе, режиссёр Алексей Бородин - 2001 — «Стеклянный зверинец» Теннесси Уильямса, режиссёр Александр Огарёв - 2001 — «Принц и нищий», режиссёр Николай Крутиков - 2002 — «Сотворившая чудо», режиссёр Юрий Ерёмин - 2002 — «Эраст Фандорин», режиссёр Алексей Бородин - 2003 — «Правила поведения в современном обществе», режиссёр Александр Назаров - 2004 — «Вишнёвый сад», режиссёр Алексей Бородин - 2004 — «Волшебник Изумрудного города», режиссёры Алексей Блохин, Алексей Весёлкин - 2004 — «Золушка», режиссёр Алексей Бородин - 2005 — «А зори здесь тихие…», режиссёр Александр Устюгов - 2005 — «Инь и Ян. Белая версия», режиссёр Алексей Бородин - 2005 — «Чисто английское привидение», режиссёр Александр Назаров - 2006 — «Гупёшка», режиссёр Антон Яковлев - 2006 — «Самоубийца», режиссёр Вениамин Смехов - 2007 — «Берег утопии», режиссёр Алексей Бородин - 2007 — «Роман с кокаином», режиссёр Олег Рыбкин - 2008 — «Идеалистка», режиссёр Владимир Богатырёв - 2008 — «Красное и чёрное», режиссёр Юрий Ерёмин - 2008 — «Платонов. III акт», режиссёр Александр Доронин - 2008 — «Rock’n’Roll Life», режиссёр Е. Товстоногов - 2009 — «Ничья длится мгновение», режиссёр М.Карбаускис - 2009 — «Под давлением 1-3», режиссёр Егор Перегудов - 2009 — «Как кот гулял, где ему вздумается», режиссёр Сигрид Стрём Реибо - 2009 — «Приключения капитана Врунгеля», режиссёр Борис Гранатов - 2009 — «Портрет», режиссёр Алексей Бородин - 2009 — «Почти взаправду», режиссёр Екатерина Половцева - 2009 — «Сказки на всякий случай», режиссёр Владимир Богатырёв - 2010 — «Алые паруса», режиссёр Алексей Бородин - 2010 — «Бесстрашный барин», режиссёр Марфа Горвиц (Назарова) - 2010 — «Волшебное кольцо», режиссёр Александр Хухлин - 2010 — «Доказательство», режиссёр Кшиштоф Занусси - 2010 — «Думайте о нас», режиссёр Владимир Богатырёв - 2010 — «Ничья длится мгновение», режиссёр Миндаугас Карбаускис - 2010 — «Приглашение на казнь», режиссёр Павел Сафонов - 2010 — «Сентиментальные повести», режиссёр Рустем Фесак - 2010 — «Чехов-GALA», режиссёр Алексей Бородин - 2010 — «FSK 16», режиссёр Яна Лисовская - 2011 — «Будденброки», режиссёр Миндаугас Карбаускис - 2011 — «Лифтоненавистник» - 2011 — «Мой внук Вениамин», режиссёр Нина Дворжецкая - 2011 — «Rock’n’Roll», режиссёр А. Шапиро - 2011 — «Соглядатай», режиссёр А. Яковлев - 2012 — «Как я стал идиотом», режиссёр Владимир Богатырёв - 2012 — «Ксения Петербургская», режиссёр Наталья Шумилкина - 2012 — «Леля и Минька», режиссёр Рузанна Мовсесян - 2012 — «Участь Электры», режиссёр Алексей Бородин - 2012 — «Шатов. Кириллов. Пётр», режиссёр Александр Доронин | - 2013 — «Лада, или Радость», режиссёр Марина Брусникина - 2013 — «Людоедик», режиссёр Ио Вулгараки - 2013 — «Цветы для Элджернона», режиссёр Юрий Грымов - 2013 — «Мушкетёры», режиссёр Андрей Рыклин - 2014 — «В дороге», режиссёр Михаил Егоров - 2014 — «Денискины рассказы», режиссёр Рустем Фесак - 2014 — «Медведко», режиссёр Олег Долин - 2014 — «Нюрнберг», режиссёр Алексей Бородин - 2015 — «Кот стыда», режиссёр Марина Брусникина - 2015 — «Минуты тишины», режиссёр Александр Баркар - 2015 — «Подходцев и двое других», режиссёр Сергей Алдонин - 2015 — «Северная одиссея», режиссёр Екатерина Гранитова - 2016 — «В пылающей тьме», режиссёр Владимир Богатырёв - 2016 — «Демократия», режиссёр Алексей Бородин - 2016 — «Дом с башенкой», режиссёр Екатерина Половцева - 2016 — «Жизнь одна», режиссёр Владимир Богатырёв - 2016 — «Зима тревоги нашей», режиссёр Инна Савронская - 2016 — «Кролик Эдвард», режиссёр Рузанна Мовсесян - 2017 — «Рикки», режиссёр Владимир Богатырёв - 2017 — «Олеанна», режиссёр В. Ковальчук - 2017 — «Я хочу в школу», режиссёр Александр Баркар - 2017 — «Русалка», режиссёр Рустем Фесак - 2017 — «Хурьма», режиссёр Марина Брусникина - 2017 — «Коновалов», режиссёр Олег Долин - 2018 — «Последние дни», режиссёр Алексей Бородин - 2018 — «Карамора», режиссёр А. Хухлин - 2018 — «Четвёртый богатырь», режиссёр И. Шумилкина - 2018 — «Два веронца», режиссёр М. Станкевич - 2018 — «Самая лёгкая лодка в мире», режиссёр А. Золотовицкий - 2019 — «Проблема», режиссёр Алексей Бородин - 2019 — «Оборванец», режиссёр Владимир Мирзоев - 2019 — «Манюня», режиссёр Екатерина Половцева - 2019 — «Зобеида», режиссёр Олег Долин - 2019 — «Метель», режиссёр Александр Хухлин - 2021 — «Сны моего отца», режиссёр Егор Перегудов - 2022 — «Волна», режиссёр Галина Зальцман - 2022 — «Пятиречие», режиссёр Сергей Тонышев - 2022 — «Мим», режиссёр Филипп Шкаев - 2023 — «Женщины Лазаря», режиссёр Алексей Золотовицкий - 2023 — «Леопольдштадт», режиссёр Алексей Бородин |